# 僖公 (杞)
僖公（きこう、生年不詳 - 紀元前487年）は、春秋時代の杞の君主。釐公（きこう）とも書かれる。姓は姒、名は過、あるいは遂。悼公の子。紀元前506年7月、兄の隠公を殺害して、自ら杞伯として即位した。紀元前487年12月、死去した。在位19年。